# Partido Unidad Nacional Democrática

Le Partido Unidad Nacional Democrática (Pund, français : Parti d'union nationale démocratique) est un groupe armé anticastriste fondé en 1989 par Sergio Gonzalez Rosquete. Basé en Floride, il tente des débarquements d'hommes armés à Cuba au début des années 1990. Un groupe de sept personnes réussit à rentrer sur l'île le 11 octobre 1994. Capturé au bout de quatre jours, les membres sont condamnés en mai 1996 de 15 à 30 ans d'emprisonnement et une peine de mort. Les activités du PUND sont qualifiées de « terroristes » par le gouvernement cubain.